# Csobánka
Csobánka là một thị trấn thuộc hạt Pest, Hungary. Thị trấn này có diện tích 22,76 km², dân số năm 2010 là 3166 người, mật độ 139 người/km².